# Rudibert Ettelt
Rudibert Ettelt (* 1931; † 11. Januar 2005) war ein deutscher Heimatforscher. Sein Hauptwerk sind die Stadtgeschichte von Füssen und die Stadtgeschichte von Kelheim.

## Leben
Rudibert Ettelt war Gymnasiallehrer für Englisch, Deutsch und Geschichte. Von 1959 bis 1974 unterrichtete er am Gymnasium Füssen. Neben seinem Hauptberuf arbeitete im Auftrag der Stadt Füssen an einer Stadtgeschichte, deren erster Band 1970 erschien. Außerdem war er Leiter der Füssener Stadtbücherei und an archäologischen Ausgrabungen beteiligt. Die Unterlagen, die Ettelt zur Ausarbeitung der Geschichte Füssens benutzte, befinden sich heute im Nachlass Ettelt im Stadtarchiv Füssen.
1974 zog er in seine frühere Heimat Kelheim um, wo er bis 1993 als Lehrer am Donau-Gymnasium arbeitete. Daneben hatte er bei der Stadt Kelheim eine Stelle als Stadtarchivar und Stadtchronist. 1979 erschien der zweite Teil der Geschichte Füssens, 1983, 2004 und 2005 drei Bände zur Geschichte Kelheims. Ab 1995 veröffentlichte er eine Heftreihe zur Schlacht an der Somme.
Rudibert Ettelt war Vater von zwei Kindern. Seine Tochter Beatrix Schönewald ist seit 1994 Leiterin des Stadtmuseums Ingolstadt.

## Würdigungen
Im Füssener Stadtteil Weidach wurde die Rudibert-Ettelt-Straße nach Ettelt benannt. 2021 beschloss auch die Stadt Kelheim, einer Straße in einem Neubaugebiet den Namen Rudibert-Ettelt-Straße zu geben.

## Werke
- Geschichte der Stadt Füssen. Stadt Füssen, Füssen 1970, urn:nbn:de:bvb:355-ubr21797-5.
- Geschichte der Stadt Füssen. Vom ausgehenden 19. Jahrhundert bis zum Jahre 1945. Stadt Füssen, Füssen 1979, urn:nbn:de:bvb:355-ubr21798-0.
- Geschichte der Stadt Kelheim. Von der Stadtgründung bis zum Ende des 18. Jahrhunderts. Stadt Kelheim, Kelheim 1983, urn:nbn:de:bvb:355-ubr20406-8.
- Geschichte der Stadt Kelheim. Vom ausgehenden 18. Jahrhundert bis 1933. Stadt Kelheim, Kelheim 2004, urn:nbn:de:bvb:355-ubr20405-3.
- Geschichte der Stadt Kelheim. Von 1933 bis 1945. Stadt Kelheim, Kelheim 2005, urn:nbn:de:bvb:355-ubr20407-3.